# Neftegorsk
Neftegorsk - Нефтегорск (rus) és un possiólok del krai de Krasnodar, a Rússia. Es troba als vessants septentrionals del Caucas occidental, a la vora del riu Gorixka, a 12 km al sud d'Apxeronsk i a 94 km al sud-est de Krasnodar, la capital.
Pertanyen a aquest municipi les poblacions de Neftiànaia, Nikolàienko i Podolski.

## Història
El 1924 s'hi realitzà una reforma administrativa que consolidà l'organització dels assentaments rurals que servien als pous petrolífers de Maikop, formant l'assentament Mainefteprom al districte d'Apxeronsk-Khadijensk de l'ókrug de Maikop del Territori del Sud-est. El 30 de gener del 1929 la vila rebé l'estatus d'assentament de treball i el seu nom actual. L'1 de gener del 1935, la vila fou ascendida al rang de ciutat, i es dissolgué el districte d'Apxeronsk. S'hi creà el selsovet de muntanya de Neftegorsk. El 26 de març del 1939 es derogava aquest últim ascens i la capitalitat del districte tornava a Apxeronsk.